# Quetzalcoatlus
Quetzalcoatlus /kɛtsəlkoʊˈætləs/ là một chi Pterosauria sống vào cuối kỷ Creta ở Bắc Mỹ (tầng Maastrichtian) là động vật bay lớn nhất cùng với Hatzegopteryx vì 2 loài này lớn ngang nhau, khi đứng thẳng chúng cao ngang hươu cao cổ. Quetzalcoatlus là thành viên của họ Azhdarchidae, một họ thằn lằn bay không răng có cổ dài. Sải cánh lên đến 10m, cao 4.8-5.5m, nặng từ 210–250 kg.